# Primer (sprängteknik)
Primer är en för initiering av sprängladdningen till exempel i en spränggranat avsedd mindre sprängladdning av relativt lätt initierat ämne, såsom pressad trotyl eller pentyl. Primer används främst för krutsorter okänsliga för sprängkapsel såsom ANFO.
Primern som ersätter eller kompletterar tändhatten och anbringas i direkt kontakt med sprängladdningen och omsluts inte av en stålhylsa som en detonator. En primer initieras i sin tur av en sprängkapsel eller sprängpatron.